# مايك تومبكينز
مايك تومبكينز (بالإنجليزية: Mike Tompkins)‏ هو سياسي أمريكي، ولد في 1948. حزبياً، نشط في Natural Law Party (United States) ‏.